# Tournoi d'ouverture du championnat du Salvador de football 2009
Navigation
Saison précédente Saison suivante
Le Tournoi Apertura 2009 est le vingt-troisième tournoi saisonnier disputé au Salvador.
C'est cependant la 70e fois que le titre de champion du Salvador est remis en jeu.
Lors de ce tournoi, l'AD Isidro-Metapan a tenté de conserver son titre de champion du Salvador face aux neuf meilleurs clubs salvadoriens.
Chacun des dix clubs participant était confronté deux fois aux neuf autres équipes. Puis les quatre meilleurs se sont affrontés lors d'une phase finale à la fin du tournoi.
Seulement une place était qualificative pour la Ligue des champions de la CONCACAF.

## Les 10 clubs participants
| \| CD Águila Alianza FC CD Atlético Marte CD Atlético Balboa Club Deportivo FAS AD Isidro-Metapan CD Municipal Limeño CD Luis Ángel Firpo Alianza FC CD Atlético Marte Nejapa FC CD Vista Hermosa \| Localisation des clubs. |
| CD Águila Alianza FC CD Atlético Marte CD Atlético Balboa Club Deportivo FAS AD Isidro-Metapan CD Municipal Limeño CD Luis Ángel Firpo Alianza FC CD Atlético Marte Nejapa FC CD Vista Hermosa                               |

| Club                | Stade                          | Capacité | Ville                |
| CD Águila           | Stade Juan Francisco Barraza   | 10 000   | San Miguel           |
| Alianza FC          | Stade Cuscatlán                | 45 925   | San Salvador         |
| CD Atlético Balboa  | Stade Marcelino Imbers         | 4 000    | La Unión             |
| Club Deportivo FAS  | Stade Oscar Quiteño            | 15 000   | Santa Ana            |
| AD Isidro-Metapan   | Stade Jorge Calero Suárez      | 8 000    | Metapán              |
| CD Municipal Limeño | Stade Jose Ramon Flores        | 5 000    | Santa Rosa de Lima   |
| CD Luis Ángel Firpo | Stade Sergio Torres            | 5 000    | Usulután             |
| CD Atlético Marte   | Stade Cuscatlán                | 45 925   | San Salvador         |
| Nejapa FC           | Complexe Victoria Gasteiz (en) | 2 000    | Nejapa               |
| CD Vista Hermosa    | Stade Correcaminos             | 12 000   | San Francisco Gotera |

## Compétition
Le tournoi Apertura se déroule de la même façon que les tournois des championnats précédents, en deux phases :
- La phase de qualification : les dix-huit journées de championnat.
- La phase finale : les matchs aller-retour allant des demi-finales à la finale.

### Phase de qualification
Lors de la phase de qualification les dix équipes affrontent à deux reprises les neuf autres équipes selon un calendrier tiré aléatoirement.
Les quatre meilleures équipes sont qualifiées pour les demi-finales.
Le classement est établi sur le barème de points classique (victoire à 3 points, match nul à 1, défaite à 0).
Le départage final se fait selon les critères suivants :
- Le nombre de points.
- La différence de buts générale.
- Le nombre de buts marqué.

#### Classement
| Rang | Équipe                | Pts | J  | G  | N | P  | Bp | Bc | Diff |
| ---- | --------------------- | --- | -- | -- | - | -- | -- | -- | ---- |
| 1    | Club Deportivo FAS    | 38  | 18 | 12 | 2 | 4  | 31 | 9  | +22  |
| 2    | CD Águila             | 34  | 18 | 9  | 7 | 2  | 22 | 9  | +13  |
| 3    | CD Luis Ángel Firpo   | 29  | 18 | 8  | 5 | 5  | 24 | 19 | +5   |
| 4    | CD Vista Hermosa      | 26  | 18 | 6  | 8 | 4  | 30 | 21 | +9   |
| 5    | AD Isidro-Metapan (T) | 26  | 18 | 7  | 5 | 6  | 21 | 21 | 0    |
| 6    | CD Atlético Marte (P) | 24  | 18 | 5  | 9 | 4  | 21 | 17 | +4   |
| 7    | CD Municipal Limeño   | 20  | 18 | 4  | 8 | 6  | 18 | 24 | -6   |
| 8    | Alianza FC            | 17  | 18 | 3  | 8 | 7  | 18 | 21 | -3   |
| 9    | Nejapa FC             | 14  | 18 | 3  | 5 | 10 | 16 | 39 | -23  |
| 10   | CD Atlético Balboa    | 11  | 18 | 2  | 5 | 11 | 19 | 40 | -21  |

| Légende : Qualifications et relégations | Légende : Qualifications et relégations                  |
| --------------------------------------- | -------------------------------------------------------- |
|                                         | Qualifié pour les demi-finales                           |
|                                         | (T) : Tenant du titre (P) : Promu de la saison 2008-2009 |

#### Matchs
| Résultats (▼dom., ►ext.)                                   | Agu | Ali | Bal | Mar | FAS | Lui | Isi | Lim | Nej | Vis |
| CD Águila                                                  |     | 1-0 | 3-0 | 0-0 | 0-1 | 1-0 | 3-1 | 1-0 | 1-1 | 1-1 |
| Alianza FC                                                 | 2-2 |     | 2-1 | 1-1 | 1-2 | 2-2 | 0-0 | 1-2 | 0-0 | 2-1 |
| CD Atlético Balboa                                         | 1-2 | 1-1 |     | 0-3 | 1-3 | 2-1 | 0-2 | 3-3 | 5-0 | 0-0 |
| CD Atlético Marte                                          | 0-2 | 1-1 | 3-0 |     | 0-0 | 1-2 | 1-1 | 2-2 | 1-0 | 1-1 |
| Club Deportivo FAS                                         | 0-1 | 2-0 | 4-1 | 1-2 |     | 1-0 | 3-0 | 3-0 | 4-0 | 2-0 |
| CD Luis Ángel Firpo                                        | 1-0 | 2-0 | 3-0 | 1-1 | 1-0 |     | 1-0 | 1-0 | 2-3 | 1-1 |
| AD Isidro-Metapan                                          | 0-0 | 1-0 | 3-1 | 1-0 | 0-3 | 3-1 |     | 1-2 | 2-1 | 3-1 |
| CD Municipal Limeño                                        | 0-0 | 0-0 | 0-0 | 2-2 | 0-1 | 1-1 | 1-0 |     | 0-2 | 0-0 |
| Nejapa FC                                                  | 0-3 | 0-4 | 2-2 | 1-2 | 1-0 | 2-2 | 0-0 | 2-4 |     | 1-3 |
| CD Vista Hermosa                                           | 1-1 | 2-1 | 4-0 | 1-0 | 1-1 | 1-2 | 3-3 | 4-1 | 4-0 |     |
| - Victoire à domicile - Match nul - Victoire à l'extérieur |     |     |     |     |     |     |     |     |     |     |

### La phase finale
Les quatre équipes qualifiées sont réparties dans le tableau final d'après leur classement général.
En cas d'égalité lors des demi-finales, c'est l'équipe la mieux classée qui se qualifie. Par contre lors de la finale, si les deux équipes sont à égalité, des prolongations puis une séance de tirs au but ont lieu.

#### Tableau
|  | 1/2 finale          | 1/2 finale          | 1/2 finale | 1/2 finale | 1/2 finale | 1/2 finale         |                    |     | Finale | Finale | Finale | Finale | Finale |  |
|  |                     |                     |            |            |            |                    |                    |     |        |        |        |        |        |  |
|  |                     |                     |            |            |            |                    |                    |     |        |        |        |        |        |  |
|  |                     |                     |            |            |            |                    |                    |     |        |        |        |        |        |  |
|  | Club Deportivo FAS  | Club Deportivo FAS  | (1)        | 2          | 0          |                    |                    |     |        |        |        |        |        |  |
|  | Club Deportivo FAS  | Club Deportivo FAS  | (1)        | 2          | 0          |                    |                    |     |        |        |        |        |        |  |
|  | CD Vista Hermosa    | CD Vista Hermosa    | (4)        | 1          | 0          |                    |                    |     |        |        |        |        |        |  |
|  | CD Vista Hermosa    | CD Vista Hermosa    | (4)        | 1          | 0          | Club Deportivo FAS | Club Deportivo FAS | (1) | 1      | 2      |        |        |        |  |
|  |                     |                     |            |            |            |                    | Club Deportivo FAS | (1) | 1      | 2      |        |        |        |  |
|  |                     | CD Águila           | CD Águila  | (2)        | 1          | 1                  |                    |     |        |        |        |        |        |  |
|  | CD Águila           | CD Águila           | CD Águila  | (2)        | 1          | 1                  | (2)                | 2   | 1      |        |        |        |        |  |
|  | CD Águila           | CD Águila           |            |            |            |                    | (2)                | 2   | 1      |        |        |        |        |  |
|  | CD Luis Ángel Firpo | CD Luis Ángel Firpo | (3)        | 0          | 0          |                    |                    |     |        |        |        |        |        |  |
|  | CD Luis Ángel Firpo | CD Luis Ángel Firpo | (3)        | 0          | 0          |                    |                    |     |        |        |        |        |        |  |

#### Demi-finales
| Club               | Aller | Retour | Club                | Commentaire |
| Club Deportivo FAS | 2-1   | 0-0    | CD Vista Hermosa    |             |
| CD Águila          | 2-0   | 1-0    | CD Luis Ángel Firpo |             |

#### Finale
| 20 décembre 2009 | Club Deportivo FAS                                                     | 3:2 (a.p.) | CD Águila                                    | Stade Cuscatlán          |                          |
|                  | Josué Flores 1re · Arturo Albarrán 95e (csc) · Juan Carlos Moscoso 97e | (1:0)      | Nicholas Addlery 64e · Nicholas Addlery 100e | Arbitrage : Joel Aguilar | Arbitrage : Joel Aguilar |

## Bilan du tournoi
| Tableau d'Honneur     |                    |
| Compétition           | Vainqueur          |
| Tournoi Apertura 2009 | Club Deportivo FAS |

| Qualifications continentales 2010-2011 |                    |
| Ligue des champions                    | Qualifiés          |
| Tour Préliminaire                      | Club Deportivo FAS |

## Statistiques

### Buteurs
| Rang | Nom           | Équipe              | Buts |
| 1    | William Reyes | Club Deportivo FAS  | 11   |
| 1    | Nicolas Muñoz | CD Vista Hermosa    | 11   |
| 3    | José Oliveira | CD Municipal Limeño | 10   |
| 4    | Odir Flores   | Club Deportivo FAS  | 6    |
| 4    | Anel Canales  | AD Isidro-Metapan   | 6    |
| 4    | Leandro       | CD Luis Ángel Firpo | 6    |
| 4    | Carlos Ayala  | Alianza FC          | 6    |
| 8    | 3 joueurs     | 3 joueurs           | 6    |